# Nummer-et hits i Danmark i 2010
Nummer-et hits i Danmark i 2010 er en liste over de singler der lå nummer et på den danske singlehitliste i 2010. Den var udarbejdet af International Federation of the Phonographic Industry og Nielsen Soundscan, og udgivet af Billboard i "Hits of the World"-sektionen.

## Historie
| Kunstner                           | Single                             | Dato         | Uger |
| ---------------------------------- | ---------------------------------- | ------------ | ---- |
| Lady Gaga                          | "Bad Romance"                      | 1. januar    | 3    |
| The Rumour Said Fire               | "The Balcony"                      | 22. januar   | 3    |
| Støt Haiti                         | "Skrøbeligt fundament"             | 12. februar  | 4    |
| Cheryl Cole                        | "Fight for This Love"              | 12. marts    | 3    |
| Thomas Ring                        | "My Dream"                         | 2. april     | 2    |
| Lady Gaga featuring Beyoncé        | "Telephone"                        | 16. april    | 1    |
| Burhan G featuring Medina          | "Mest ondt"                        | 23. april    | 1    |
| Nephew featuring Landsholdet       | "The Danish Way to Rock"           | 30. april    | 1    |
| Stromae                            | "Alors on danse"                   | 7. maj       | 5    |
| Lena                               | "Satellite"                        | 11. juni     | 1    |
| Nephew featuring Landsholdet       | "The Danish Way to Rock"           | 18. juni     | 1    |
| Yolanda Be Cool & DCUP             | "We No Speak Americano"            | 25. juni     | 6    |
| Shakira featuring Freshlyground    | "Waka Waka (This Time for Africa)" | 6. august    | 1    |
| Eminem featuring Rihanna           | "Love the Way You Lie"             | 13. august   | 8    |
| Burhan G featuring Nik & Jay       | "Tættere på himlen"                | 8. oktober   | 3    |
| Clara Sofie & Rune RK              | "Når tiden går baglæns"            | 29. oktober  | 1    |
| Morten Breum featuring Sisse Marie | "Every Time (You Look at Me)"      | 5. november  | 1    |
| Clara Sofie & Rune RK              | "Når tiden går baglæns"            | 12. november | 5    |
| Medina                             | "Addiction"                        | 17. december | 1    |
| Clemens featuring Jon Nørgaard     | "Champion"                         | 24. december | 1    |
| Xander                             | "Det burde ikk være sådan her"     | 31. december | 1    |